# Sitcom (film)
Sitcom je francouzský hraný film z roku 1998, který režíroval François Ozon podle vlastního scénáře. Film zachycuje vztahy v dysfunkční středostavovské rodině, které ovlivní bílá krysa.

## Děj
Ve velkém domě na předměstí žije čtyřčlenná rodina. Otec je inženýr, matka chodí na kursy gymnastiky a k psychoterapeutovi, dcera Sophie je umělkyně a syn Nicolas studuje práva. Jejich vzájemné vztahy ovlivní bílá krysa, kterou otec přinese domů jako dárek. Při fyzickém kontaktu s ní vyplouvají na povrch nejutajenější myšlenky každého člena rodiny. Introvertní Nicolas se během rodinné večeře svěří, že je homosexuál a tím začne jeho poměr s Abdu, manželem jejich služky Marie. Časem se z něj stane extrovertní gay, který pořádá ve svém pokoji orgie. Sophie svého přítele Davida začne sadisticky mučit. Pokusí se o sebevraždu skokem z okna, ale přežije, nicméně ochrne a je připoutána na invalidní vozík. Matka začne incestní vztah s Nicolasem, neboť věří, že ho tím vyléčí z homosexuality. Pouze otec se zdá být imunní proti vlivu zvířete. Nakonec matka usoudí, že rodina musí podstoupit terapii, kde se zjistí, že východiskem z této situace je zbavit se krysy.

## Obsazení
| Évelyne Dandry             | matka                     |
| François Marthouret        | otec                      |
| Marina de Van              | Sophie                    |
| Adrien de Van              | Nicolas                   |
| Lucia Sanchez              | Maria                     |
| Stéphane Rideau            | David                     |
| Jules-Emmanuel Eyoum Deido | Abdu                      |
| Jean Douchet               | psychoterapeut            |
| Vincent Vizioz             | chlapec s červenými vlasy |
| Kiwani Kojo                | chlapec s piercingem      |
| Gilles Frilay              | muž s knírkem             |
| Antoine Fischer            | kluk ze sousedství        |
| Sébastien Charles          | chlapec s cuketami        |